# Terry McFlynn
Terence Martin McFlynn, detto Terry (Swatragh, 27 marzo 1981), è un ex calciatore nordirlandese con cittadinanza australiana, di ruolo centrocampista.

## Carriera

### Club
Dopo aver giocato nel Queens Park Rangers, nel Woking, nel Margate e nel Morecambe, nel 2005, su consiglio di Chris Zoricich, si trasferisce nel Sydney. Nel 2010 diviene capitano della squadra, ruolo che poi lascerà nel 2013 a favore di Alessandro Del Piero: ha inoltre il record di presenze con questa maglia.

### Nazionale
McFlynn ha giocato nelle nazionali giovanili dell'Irlanda del Nord, ma, avendo avuto nel 2010 il passaporto australiano, può scegliere se giocare nella nazionale nordirlandese o nella nazionale australiana.

## Palmarès

### Club

#### Competizioni nazionali
- Campionato australiano: 2

Sydney FC: 2005-2006, 2009-2010

#### Competizioni internazionali
- OFC Champions League: 1

Sydney FC: 2005